# Filipinomysz mała
Filipinomysz mała (Apomys microdon) – gatunek ssaka z podrodziny myszy (Murinae) w obrębie rodziny myszowatych (Muridae), występujący endemicznie na Filipinach.

## Taksonomia
Gatunek po raz pierwszy zgodnie z zasadami nazewnictwa binominalnego opisał w 1913 roku amerykański przyrodnik Ned Hollister nadając mu nazwę Apomys microdon. Holotyp pochodził z Biga, na wyspie Catanduanes, w Filipinach.
Apomys microdon należy do podrodzaju Apomys. A. microdon jest najbliżej spokrewniony z A. musculus i prawdopodobnie stanowią kompleks gatunkowy. Na Luzonie jest sympatryczny z różnymi przedstawicielami podrodzaju Megapomys, które są bardziej ściśle lądowe, w przeciwieństwie do gatunków wspinaczkowych i nadrzewnych z podrodzaju Apomys. Taksonomia wymaga dodatkowej oceny. Autorzy Illustrated Checklist of the Mammals of the World uznają ten takson za gatunek monotypowy.

### Etymologia
- Apomys: Apo, Mindanao, Filipiny; gr. μυς mus, μυος muos „mysz”[8].
- microdon: gr. μικρος mikros „mały”[9]; οδους odous, οδοντος odontos „ząb”[10].

## Zasięg występowania
Filipinomysz mała występuje na wyspach Luzon i Catanduanes, należących do Filipin. Doniesienia o występowaniu na wyspach Dinagat i Leyte dotyczą filipinomyszy nadbrzeżnej (A. littoralis).

## Morfologia
Długość ciała (bez ogona) 90–107 mm, długość ogona 124–149 mm, długość ucha 15–19 mm, długość tylnej stopy 26–31 mm; masa ciała 28–42 g. 

## Ekologia
Na Luzonie jest spotykany niemal od poziomu morza do 2150 m n.p.m..
Żyje w lasach górskich, nizinnych i mglistych, zarówno pierwotnych jak i wtórnych. Nie jest spotykany poza lasami. Prowadzi nadrzewny tryb życia.

## Populacja
Zwierzę to lokalnie jest dosyć liczne, filipinomysz mała jest uznawana za gatunek najmniejszej troski. Intensywne wylesianie zagraża jego nizinnym populacjom, nie stanowi natomiast zagrożenia dla gryzoni zamieszkujących wyżyny.